# Bruno de Finetti
Bruno de Finetti (* 13. Juni 1906 in Innsbruck; † 20. Juli 1985 in Rom) war ein italienischer Mathematiker. Seine wichtigsten Resultate sind in der Statistik und Wahrscheinlichkeitstheorie anzusiedeln. Insbesondere baute er den subjektiven Wahrscheinlichkeitsbegriff aus.

## Leben
De Finetti kam als Bruno Johannes Leonhard Maria von Finetti zur Welt. Sein Großvater, Giovanni Ritter von Finetti, war ein Bauunternehmer aus Triest, das in dieser Zeit zu Österreich gehörte, und am Bau der Arlbergbahn beteiligt. Deswegen übersiedelte die Familie nach Innsbruck. De Finettis Vater Gualtiero übernahm das Unternehmen, bis er 1910 einen Ruf als Baudirektor nach Triest bekam. Kurz darauf starb der Vater, und die Familie zog nach Trient, die Heimat der Mutter.
Bruno de Finetti studierte angewandte Mathematik in Mailand und schloss das Studium 1927 mit einer Arbeit über affine Vektorräume ab. Die Arbeit wurde ausgezeichnet. Danach übernahm er Forschungsaufgaben am neu gegründeten Istituto Centrale di Statistica in Rom und bekam 1930 die venia legendi. In jener Zeit bekam er auch Kontakt mit der italienischen Form des Pragmatismus, der ihn insbesondere in seinem Antirealismus stark beeinflusste. Dies brachte de Finetti dazu, die Annahme zu verwerfen, Wahrscheinlichkeiten seien objektiv vorhanden. Stattdessen entwickelte er unabhängig von Frank Ramsey die Theorie der subjektiven Wahrscheinlichkeit.
1931 ging de Finetti in die Wirtschaft und wurde zum Aktuar der Assicurazioni Generali di Trieste. In diesem Rahmen übernahm er auch Lehrtätigkeiten. 1939 erfolgte ein Ruf der Universität Triest, dem de Finetti aber im faschistischen Italien keine Folge leisten konnte, da er unverheiratet war. Erst 1946 konnte er den Lehrstuhl annehmen. In diese Zeit fallen viele seiner 200 Veröffentlichungen, die jedoch außerhalb Italiens lange Zeit unbeachtet blieben.
1951 und 1957 jeweils lud ihn Leonard Jimmie Savage, ein einflussreicher amerikanischer Statistiker, zu einer Gastprofessur nach Chicago ein. Dadurch erreichten de Finettis Auffassungen weite Bekanntheit, und der nach ihm benannte Satz (s. u.) wurde zu einer Hauptstütze der subjektiven Wahrscheinlichkeitstheorie.
Von 1954 bis 1981 lehrte de Finetti an der Universität Rom, wo er 1985 hoch geehrt verstarb. Er war Mitglied der Accademia Nazionale dei Lincei.

## Werk
De Finetti schlug folgendes Gedankenexperiment zur Rechtfertigung der subjektiven Wahrscheinlichkeitsauffassung vor:
Man muss einen Preis dafür festlegen, ob es vor 10 Milliarden Jahren Leben auf dem Mars gab. Ist dies der Fall, so muss man einen Dollar bezahlen, gab es kein Leben, so gibt es keinen Zahlungsstrom. Die Antwort auf die Frage, ob es Leben gab, wird erst am kommenden Tag gelüftet.
Wenn bei der Zuweisung der Odds (Wettquoten) gegen die Regeln der Wahrscheinlichkeitsrechnung verstoßen wird, hat die Gegenseite einen sicheren Weg, dem Buchmacher finanziellen Verlust zuzufügen, wie de Finetti zeigt. Die Regeln der Wahrscheinlichkeitsrechnung erstrecken sich damit auch auf Situationen unvollständiger Information, wo keine zufälligen Ereignisse eine Rolle spielen. Für de Finetti sind Wahrscheinlichkeiten deswegen Produkt unserer unzureichenden Information:

„Es existiert keine objektive Wahrscheinlichkeit.“

### Vertauschbarkeit
De Finetti beschäftigte sich mit in der Reihenfolge vertauschbaren  Zufallsvariablen, sogenannten austauschbaren Familien von Zufallsvariablen. Das sind Zufallsvariablen, bei denen die Reihenfolge der Ereignisse keinen Einfluss auf die Gesamtwahrscheinlichkeit hat. Die Annahme der Vertauschbarkeit ist stärker, als dass die Zufallsvariablen identisch verteilt, und schwächer, als dass sie identisch verteilt und unabhängig sind.

### Weiteres
1929 führte de Finetti den Begriff der unendlichen Teilbarkeit von Zufallsvariablen ein. Er ist eng mit dem des Lévy-Prozesses verbunden.
Die De-Finetti-Diagramme zur einfachen Darstellung des Anteils von Genotypen an einer Population wurden nach ihm benannt. Sie sind ein 2-Simplex.
De Finetti lehnte die σ-Additivität von Zufallsvariablen ab, weil sie seiner Auffassung nach zu paradoxen Konsequenzen führte. Zusammen mit Alfréd Rényi versuchte er, eine alternative Axiomatisierung der Wahrscheinlichkeitsrechnung zu entwickeln. Diese Axiomatisierung fand aber kaum Anklang.

### Satz von de Finetti
Außerdem bewies er 1931 den Satz von de Finetti (auch Darstellungssatz von de Finetti, englisch: de Finetti's theorem oder de Finetti's representation theorem), der besagt, dass alle ins Unendliche fortsetzbaren Folgen einer vertauschbaren Zufallsvariablen als Wichtung einer identisch und unabhängig verteilten Zufallsvariablen dargestellt werden können – und umgekehrt.
Nehmen wir einen beliebig fortsetzbaren Prozess an, in dem es aus {\displaystyle n} Versuchen {\displaystyle k} Treffer und {\displaystyle n-k} Misserfolge gibt, wobei die Wahrscheinlichkeit einer Anzahl von Treffern nicht von ihrer Reihenfolge abhängt (für ein gegebenes {\displaystyle k} gibt es aufgrund der Vertauschbarkeit {\displaystyle {\tbinom {n}{k}}} Folgen aus den {\displaystyle 2^{n}} insgesamt möglichen Folgen). Dann gibt es genau eine Verteilungsfunktion {\displaystyle W(p)} derart, dass
{\displaystyle P(s_{n}=k)={n \choose k}\int _{0}^{1}p^{k}(1-p)^{n-k}\mathrm {d} W(p)},
oder mit {\displaystyle bin(k|p,n)} als der Dichte der Binomialverteilung geschrieben:
{\displaystyle P(s_{n}=k)=\int _{0}^{1}bin(k|p,n)\mathrm {d} W(p)}.

#### Beweis
De Finetti führt eine heuristische Überlegung an. Nehmen wir zunächst einen endlichen Fall mit {\displaystyle n} Versuchen, wobei es {\displaystyle k} Treffer und {\displaystyle n-k}  Misserfolge gibt. Dann kann jedes {\displaystyle k} unabhängig von den anderen betrachtet werden. Für ein gegebenes {\displaystyle k} sind alle Folgen, die dieses {\displaystyle k} an Treffern liefern, wegen der Vertauschbarkeit gleich wahrscheinlich. Es handelt sich um ein Urnenmodell ohne Zurücklegen und demzufolge um eine hypergeometrische Verteilung. Demnach muss es genau eine Wichtung {\displaystyle w} mit {\displaystyle 0\leq w(k)\leq 1} und {\displaystyle \textstyle \sum _{k=0}^{n}w(k)=1} geben, sodass:
{\displaystyle P(s_{n}=k)=\sum _{k=0}^{n}hyp(k|n,...)w(k)}
Wenn {\displaystyle n} gegen unendlich geht, geht die hypergeometrische zur Binomialverteilung über, und die Summe wird zum Integral. Damit ergibt sich der Satz.
Ein formal korrekter Beweis kann etwa über das Momentproblem geführt werden. Das {\displaystyle n}-te Moment von {\displaystyle W(p)} ist gleich der Wahrscheinlichkeit, aus {\displaystyle n} Versuchen {\displaystyle n} Treffer zu erhalten. {\displaystyle W(p)} und die Folge sind dadurch eindeutig bestimmt.

### Anwendung
Erweiterungen des Satzes auf Zufallsvariablen mit mehr als zwei Zuständen und Prozesse, bei denen Teilfolgen vertauschbar sind, sowie binomiale Näherungsformeln für nur endlich fortsetzbare Zufallsvariablen existieren. Inzwischen wurde gezeigt, dass auch endliche und negativ korrelierte Zufallsfolgen gemäß de Finetti dargestellt werden können, wenn als Wichtung ein signiertes Maß aus {\displaystyle [-1,1]} gewählt wird.
Diese Sätze stellen einen Zusammenhang zwischen einerseits der Häufigkeit realer Ereignisse und andererseits subjektiven Wahrscheinlichkeitszuweisungen her, wobei es von Bedeutung ist, dass der Zusammenhang in beiden Richtungen wirkt. Dieser Zusammenhang erlaubt, mithilfe des Satzes von Bayes statistisch zu schließen. De Finetti und, ihm folgend, die Anhänger einer bayesschen Wahrscheinlichkeitsauffassung sehen darin eine Rechtfertigung der Induktion.

## Veröffentlichungen  (Auswahl)
- I “saper vedere” in matematica (= La ricerca, serie didattica). Loescher, Turin 1967, ISBN 978-88-201-4801-0 (italienisch).
  - Wieder abgedruckt: I “saper vedere” in matematica. In: La Matematica nella Società e nella Cultura, Rivista dell’Unione Matematica Italiana. Band 8, Nr. 3, 2015, S. 299–408 (italienisch, bdim.eu [PDF]).
  - Deutsche Übersetzung: Die Kunst des Sehens in der Mathematik (= Wissenschaft und Kultur. Band 28). Birkhäuser, 1974, ISBN 978-3-0348-5517-4, doi:10.1007/978-3-0348-5516-7_18 (Aus dem Italienischen übersetzt von Lulu Bechtolsheim).
- Teoria della Probabilità. Gulio Einaudi, Turin 1970 (italienisch).
- Theory of Probability – A critical introductory treatment. Band 1. Wiley, Chichester 1974, ISBN 978-0-471-92611-5 (übersetzt aus dem Italienischen durch Antonio Machi und Adrian Smith).
- Theory of Probability – A critical introductory treatment. Band 2. Wiley, Chichester 1975, ISBN 0-471-92612-4 (übersetzt aus dem Italienischen von Antonio Machi und Adrian Smith).
- Wahrscheinlichkeitstheorie – Einführende Synthese mit kritischem Anhang. Oldenbourg, Wien / München 1981, ISBN 978-3-486-44701-9 (übersetzt aus dem Italienischen von Dierk Hildebrandt).